# SM UC-19
SM UC-19 – niemiecki podwodny stawiacz min z okresu I wojny światowej, czwarta w kolejności jednostka typu UC II. Zwodowany 15 marca 1916 roku w stoczni Blohm & Voss w Hamburgu, został przyjęty do służby w Kaiserliche Marine 22 sierpnia 1916 roku. W trakcie służby operacyjnej we Flotylli Flandria okręt odbył 3 patrole bojowe, podczas których zatopił cztery statki o łącznej pojemności 3784 BRT. SM UC-19 zatonął 6 grudnia 1916 roku, zatopiony bombami głębinowymi przez brytyjski niszczyciel HMS „Ariel”.

## Projekt i budowa
Sukcesy pierwszych niemieckich podwodnych stawiaczy min typu UC I, a także niedostatki tej konstrukcji skłoniły dowództwo Cesarskiej Marynarki Wojennej z admirałem von Tirpitzem na czele do działań mających na celu budowę nowego, znacznie większego i doskonalszego typu okrętów podwodnych. Opracowany latem 1915 roku projekt okrętu, oznaczonego później jako typ UC II, tworzony był równolegle z projektem przybrzeżnego torpedowego okrętu podwodnego typu UB II. Głównymi zmianami w stosunku do poprzedniej serii były: instalacja wyrzutni torpedowych i działa pokładowego, zwiększenie mocy i niezawodności siłowni oraz wzrost prędkości i zasięgu jednostki, kosztem rezygnacji z możliwości łatwego transportu kolejowego (ze względu na powiększone rozmiary).
Przyszły UC-19 zamówiony został 29 sierpnia 1915 roku jako czwarta jednostka z I serii okrętów typu UC II (numer projektu 41, nadany przez Inspektorat U-Bootów), w ramach wojennego programu rozbudowy floty. Został zbudowany w stoczni Blohm & Voss w Hamburgu jako jeden z 24 okrętów tego typu zamówionych w tej wytwórni. Stocznia oszacowała czas budowy okrętu na 8 miesięcy. UC-19 otrzymał numer stoczniowy 269 (Werk 269). Okręt został wodowany 15 marca 1916 roku. Koszt budowy okrętu wyniósł 1 mln 729 tys. marek.

## Dane taktyczno-techniczne
UC-19 był średniej wielkości przybrzeżnym okrętem podwodnym o konstrukcji dwukadłubowej. Długość całkowita wynosiła 49,35 metra, szerokość 5,22 m i zanurzenie 3,68 m (wykonany ze stali kadłub sztywny miał 39,3 m długości i 3,65 m szerokości). Wysokość (od stępki do szczytu kiosku) wynosiła 7,46 metra. Wyporność w położeniu nawodnym wynosiła 417 ton, a w zanurzeniu 493 tony. Jednostka miała wysoki, ostry dziób przystosowany do przecinania sieci przeciwpodwodnych; do jej wnętrza prowadziły trzy luki, zlokalizowane przed kioskiem, w kiosku i w części rufowej, prowadzący do maszynowni. Cylindryczny kiosk miał średnicę 1,4 m i wysokość 1,8 m, obudowany był opływową osłoną. Okręt napędzany był na powierzchni przez dwa 6-cylindrowe, czterosuwowe silniki Diesla MAN S6V23/34 o łącznej mocy 500 koni mechanicznych (KM), a pod wodą poruszał się dzięki dwóm silnikom elektrycznym BBC o łącznej mocy 460 KM. Dwa wały napędowe poruszające dwoma śrubami wykonanymi z brązu manganowego (o średnicy 1,9 m i skoku 0,9 m) zapewniały prędkość 11,5 węzła na powierzchni i 7 węzłów w zanurzeniu. Zasięg wynosił 9250 Mm przy prędkości 7 węzłów w położeniu nawodnym oraz 54 Mm przy prędkości 4 węzłów pod wodą. Zbiorniki paliwa mieściły 63 tony oleju napędowego, a energia elektryczna magazynowana była w dwóch bateriach akumulatorów 26 MAS po 62 ogniwa, zlokalizowanych pod przednim i tylnym pomieszczeniem mieszkalnym załogi.
Okręt miał siedem zewnętrznych zbiorników balastowych. Dopuszczalna głębokość zanurzenia wynosiła 50 metrów, a czas zanurzenia 40 s. Głównym uzbrojeniem okrętu było 18 min kotwicznych typu UC/200 w sześciu skośnych szybach minowych o średnicy 100 cm, usytuowanych w podwyższonej części dziobowej jeden za drugim w osi symetrii okrętu, pod kątem do tyłu (sposób stawiania – „pod siebie”). Układ ten powodował, że miny trzeba było stawiać na zaplanowanej przed rejsem głębokości, gdyż na morzu nie było do nich dostępu, co znacznie zmniejszało skuteczność okrętów. Uzbrojenie uzupełniały dwie zewnętrzne wyrzutnie torped kalibru 500 mm (umiejscowione powyżej linii wodnej na dziobie, po obu stronach szybów minowych), jedna wewnętrzna wyrzutnia torped kal. 500 mm na rufie (z łącznym zapasem 7 torped) oraz umieszczone przed kioskiem działo pokładowe kal. 88 mm L/30, z zapasem amunicji wynoszącym 130 naboi. Okręt wyposażony był w dwa peryskopy Zeissa: wachtowy i bojowy oraz radiostację z podnoszonym masztem o wysokości 10 metrów. Wyposażenie uzupełniała kotwica grzybkowa o masie 272 kg . Załoga okrętu składała się z 3 oficerów oraz 23 podoficerów i marynarzy.

## Przebieg służby
SM UC-19 został wcielony do służby w Kaiserliche Marine 22 sierpnia 1916 roku. Tego dnia pierwszym i jedynym dowódcą U-Boota mianowany został por. mar. Alfred Nitzsche, a okręt włączono do Flotylli Flandria w dniu 9 listopada. Pierwszy sukces załoga okrętu odniosła 24 listopada, kiedy to w okolicy Great Yarmouth na minę wszedł nowy brytyjski uzbrojony trawler HMT „Dhoon” (275 ts), który zatonął tracąc 12 członków załogi. Na kolejny patrol okręt wypłynął 27 listopada w kierunku atlantyckich wybrzeży Bretanii. 1 grudnia nieopodal Ouessant (na pozycji 48°37′N 5°01′W/48,616667 -5,016667) zatrzymano i po zdjęciu załogi zatopiono francuski szkuner „Rene Montrieux” (234 BRT).
9 stycznia 1917 roku na minę postawioną przez UC-19 jeszcze w listopadzie wszedł zbudowany w 1912 roku szwedzki parowiec „Fernebo” (1440 BRT), płynący z ładunkiem drewna z Gävle do Londynu, który zatonął 3 Mm na północny wschód od Cromer. Dwa dni później nieopodal Great Yarmouth jego los podzielił norweski parowiec „Ole Bull” (1835 BRT), przewożący węgiel na trasie Hartlepool – Rouen (obyło się bez strat w załodze).
Wiadomości o dwóch ostatnich sukcesach nie dotarły nigdy do załogi UC-19, gdyż 6 grudnia 1916 roku na pozycji 49°41′N 6°31′W/49,683333 -6,516667 (na południowy zachód od Scilly) okręt został zatopiony bombami głębinowymi przez brytyjski niszczyciel HMS „Ariel” (wszyscy członkowie załogi zginęli).

## Podsumowanie działalności bojowej
SM UC-19 wykonał łącznie 3 patrole wojenne, podczas których za pomocą min oraz działa pokładowego zatopił 4 jednostki o łącznym tonażu 3784 BRT. Na pokładach zatopionych jednostek zginęło co najmniej 12 osób (wszystkie na brytyjskim uzbrojonym trawlerze HMT „Dhoon”). Pełne zestawienie strat przedstawia poniższa tabela:
| Data              | Nazwa            | Państwo         | Tonaż      | Los jednostki |
| ----------------- | ---------------- | --------------- | ---------- | ------------- |
| 24 listopada 1916 | HMT „Dhoon”      | Wielka Brytania | 275        | zatopiony     |
| 1 grudnia 1916    | „Rene Montrieux” | Francja         | 234        | zatopiony     |
| 9 stycznia 1917   | „Fernebo”        | Szwecja         | 1440       | zatopiony     |
| 11 stycznia 1917  | „Ole Bull”       | Norwegia        | 1835       | zatopiony     |
| RAZEM             | RAZEM            | zatopione:      | zatopione: | 4             |